# Rio Grande da Serra
Rio Grande da Serra es un municipio del estado de São Paulo, ubicado en la región metropolitana y microrregión de São Paulo.
Rio Grande da Serra es un municipio del estado de São Paulo, ubicado en la región metropolitana y en la microrregión de la capital del estado. Pertenece a la Zona Sudeste del Gran São Paulo, de conformidad con la ley estatal No. 1.139 del 16 de junio de 2011 y, en consecuencia, con el Plan Integrado de Desarrollo Urbano de la Región Metropolitana de São Paulo (PDUI). La población estimada en 2009 era de 41,602 habitantes y el área es de 37 km², lo que resulta en una densidad demográfica de 1,123.9 habitantes / km².

## Historia
En el siglo XVI había pueblos indígenas en la región, entonces llamada "Geribatiba". La primera mención de la aldea de Geribatiba fue hecha por el Padre Manuel da Nóbrega el 26 de mayo de 1560, que coloca al actual Río Grande da Serra como el segundo asentamiento más antiguo en el ABC, justo detrás de Santo André da Borda do Campo, con graba siete años antes. En 1611, con motivo de la muerte de un conductor, se construyó la Capilla de Santa Cruz (actual Capilla de San Sebastián).
Hasta el siglo XIX, la población vivía de alfarería y actividades pastorales, cuando comenzó la construcción del ferrocarril de la Compañía de Ferrocarriles de São Paulo (SPR & Co.), que incentivó el asentamiento con la inauguración de la estación, el 16 de febrero de 1867.
En 1906, el santo católico San Sebastián comenzó a tener celebraciones anuales en su honor. Una presencia muy notable fue la de una ciudad central de caridad, especialmente por el trabajo de las Hermanas Franciscanas de Cristo Rey y el Padre Giuseppe Pisoni (José Pisoni), quienes hicieron un amplio servicio de caridad en Vila Lopes y se extendieron por toda la ciudad. e incluso afuera, sirviendo a personas desde Mauá hasta Paranapiacaba.
Fue elevado a la categoría de municipio en 1964 y emancipado del municipio de Ribeirão Pires. Rio Grande da Serra tuvo un crecimiento demográfico lento hasta mediados de la década de 1970, cuando comenzó la gran llegada de migrantes, principalmente mineros y nororientales, que duró hasta hoy, pero a un ritmo decreciente.

## Economía
Debido a que es un municipio con un 100% de territorio en manantiales, la legislación no permite que la ciudad tenga industrias contaminantes. Los principales motores de la economía son: la industria norteamericana DURA Automotive Systems de Brasil (autopartes), la industria brasileña Massa Leve (productos alimenticios), el transportista de productos Anamar y el transporte masivo Viação Talisã, además de pequeñas industrias, compañías y comercio local
Sin embargo, una de las nuevas formas de movimiento de la economía es el potencial turístico que existe en la ciudad, que atrae a la población de la región a sus lugares de interés y fiestas como el Festival Gastronómico y Cultural de Cambuci que se celebra anualmente en el aniversario de la ciudad, así como la fiesta de San Sebastián, que ha atraído a peregrinos y devotos del santo desde 1906. En las fiestas patronales hay personas comunes de todo el Gran ABC e incluso de la capital.

## Geografía

### Hidrografía
Cuenca del Río Grande, con sus afluentes, que formarán el "brazo del Río Grande" de la Presa Billings.
Además de este río, el municipio tiene una gran cantidad de arroyos, arroyos y arroyos, como el "Arroyo Figueira y Piolzinho" ubicado en la región del Parque América, Ribeirão da Estiva en el Parque Pouso Alegre. (Fuente: Park America Your People Your History - Documento presentado en el Congreso de Historia de ABC).

### Clima
El clima del municipio, como en toda la Región Metropolitana de SP, es subtropical. El verano es poco caluroso y lluvioso. Invierno suave y seco, con niebla constante en el clima local entre mayo y octubre. La temperatura media anual es de alrededor de 17 °C, siendo el mes más frío julio (promedio 13 °C) y el más cálido febrero (promedio 20 °C). La precipitación anual es de alrededor de 2 450 mm.

### Demografía
Datos del censo - 2000
Población total: 44.084
Urbano: 44.084
Rural: 0
Hombres: 18,467
Mujeres: 18,624
Densidad demográfica (hab./km²): 1010.65
Mortalidad infantil hasta 1 año (por mil): 18.38
Esperanza de vida (años): 69,93
Tasa de fertilidad (hijos por mujer): 2,40
Tasa de alfabetización: 91.58%
Índice de Desarrollo Humano (HDI-M): 0.764
Ingresos de HDI-M: 5575576565
HDI-M Longevidad: 0.749
HDI-M Educación: 0.890
(Fuente: DATOS IPEA)

## Comunicaciones

### Telefonía
La ciudad fue atendida por Companhia Telefônica da Borda do Campo (CTBC) hasta 1998, cuando esta empresa fue privatizada y vendida junto con Telecomunicações de São Paulo (TELESP) a Telefônica, y en 2012 la compañía adoptó la marca Vivo para sus negocios. operaciones de telefonía fija.

## Movilidad

### Carreteras
SP-122 (Diputado Antonio Adib Chammas Highway), que conecta Ribeirão Pires a Paranapiacaba.
- Datos: Q663633
- Multimedia: Rio Grande da Serra / Q663633